# Benson Henderson
Benson Henderson (Colorado Springs, 16 de noviembre de 1983) es un artista marcial mixto estadounidense. Ha obtenido 28 victorias profesionales y 10 derrotas, en su mayoría en la categoría de peso ligero. Fue campeón de World Extreme Cagefighting y Ultimate Fighting Championship, derrotando en peleas titulares a Donald Cerrone, Frankie Edgar, Nate Diaz y Gilbert Melendez entre otros. Actualmente compite en Bellator MMA, donde se ubica como cuarto retador de peso ligero. Henderson es conocido por su estilo agresivo, su buen acondicionamiento y su asombrosa habilidad para escapar de los intentos de sumisión.

## Biografía
Henderson nació en Colorado Springs, Colorado, de madre americana-coreana y padre afroamericano. Se crio en Federal Way, Washington. Cuando Henderson tenía 16 años de edad, su madre, Song, insistió en que tomara clases de Taekwondo con su hermano. "Ella es coreana, soy medio coreano, y es el arte marcial tradicional de Corea, así que quería que hiciéramos eso para conseguir un poco de la cultura y la tradición", dice. Tanto Benson y su hermano lograron el cinturón negro en Taekwondo.
Asistió a la Escuela de Secundaria de Decatur 1998-2001. Benson se convirtió en una parte del equipo de lucha libre de la escuela de secundaria. Después de graduarse, asistió a la universidad de Dana en Blair, Nebraska, y se graduó en 2006 con una doble licenciatura en justicia criminal y sociología. Mientras asistía a Dana College, Henderson estaba en el equipo de lucha libre, y fue nombrado dos veces por NAIA All-America. Henderson es un cristiano devoto que da gloria a Cristo después de cada uno de sus combates - "Puedo hacer todas las cosas porque Cristo me fortalece" (Filipenses 4:13).

## Carrera en artes marciales mixtas
Henderson compiló un récord de 2-1 como amateur antes de hacerse profesional en el 2006, ganando su primer combate contra Dan Gregary. Perdió su tercera pelea con Rocky Johnson por sumisión. Sin embargo, esta derrota fue un contratiempo menor. Se recuperó con cuatro victorias consecutivas antes de enfrentarse a su pelea más difícil todavía, contra un veterano de UFC, Diego Saraiva. Henderson dominó a Saraiva durante tres asaltos ganando por decisión unánime y su séptimo triunfo profesional.

### Ultimate Fighting Championship
En octubre de 2010, World Extreme Cagefighting se fusionó con el Ultimate Fighting Championship. Como parte de la fusión, todos los combatientes de WEC fueron trasladados a la UFC. Henderson hizo su debut en UFC 129 el 30 de abril de 2011, derrotando a Mark Bocek por decisión unánime.
Henderson se enfrentó a Jim Miller el 14 de agosto de 2011 en UFC on Versus 5. Henderson dominó a Miller durante toda la pelea, utilizando un duro jab, grandes transiciones, y su cruel y ground and pound durante todo el combate para romper la racha de 7 peleas ganadas de Miller, el tercero más largo en el UFC en el momento. Henderson ganó por decisión unánime (30-27, 29-28, 30-26).
Henderson se enfrentó a Clay Guida el 12 de noviembre de 2011 en UFC on Fox 1. Henderson ganó la pelea por decisión unánime después de tres rondas en una pelea llena de acción que le valió a ambos peleadores para obtener el premio a la Pelea de la Noche. Con la victoria, se convirtió en el contendiente No.1 por el título ligero de UFC.
Henderson se enfrentó a Frankie Edgar el 26 de febrero de 2012 en UFC 144. Henderson derrotó a Edgar por decisión unánime para convertirse en el nuevo Campeón de Peso Ligero de UFC. Ambos participantes ganaron el premio a la Pelea de la Noche.
La revancha con Edgar tuvo lugar el 11 de agosto de 2012 en UFC 150. En un combate que fue estrechamente disputado, Henderson derrotó a Edgar, esta vez por decisión dividida.
Henderson venció a Nate Diaz el 8 de diciembre de 2012 en UFC on Fox 5. Henderson castigo a Diaz con patadas, una lucha superior, y su ground and pound. Henderson golpeó a Díaz dos veces y consiguió ponerlo de espaldas en numerosas ocasiones.
Henderson se enfrentó al último Campeón de Peso Ligero de Strikeforce y recién llegado a la promoción Gilbert Meléndez el 20 de abril de 2013 en UFC on Fox 7. Benson ganó la pelea por decisión dividida. Después de 3 victorias consecutivas reteniendo el título, Benson ha empatado con BJ Penn y (Frankie Edgar, una de ellas empate) con el mayor número de defensas del título del peso ligero.
Henderson se enfrentó a Anthony Pettis en una revancha de su pelea en WEC el 31 de agosto de 2013 en UFC 164 por el Campeonato de Peso Ligero de UFC. Pettis derrotó a Henderson en la primera ronda a través de un llave de brazo, perdiendo así el campeonato de peso ligero.
Henderson se enfrentó a Josh Thomson el 25 de enero de 2014 en UFC on Fox 10. Henderson ganó la pelea por decisión dividida.
Henderson se enfrentó a Rustam Khabilov el 7 de junio de 2014 en UFC Fight Night 42. Henderson ganó la pelea por sumisión en la cuarta ronda, ganado así el premio a la Actuación de la Noche.
El 23 de agosto de 2014, Henderson se enfrentó a Rafael dos Anjos en UFC Fight Night 49. Henderson perdió la pelea por nocaut en la primera ronda, siendo esta la primera derrota de su carrera por la vía del nocaut.
El 18 de enero de 2015, Henderson se enfrentó a Donald Cerrone en UFC Fight Night 59. Henderson perdió la pelea por decisión unánime. 12 de 14 medios de comunicación anotaron la pelea a favor de Henderson.
Tras su polémica derrota en UFC Fight Night 59, Henderson volvió a pelear en menos de un mes frente a Brandon Thatch el 14 de febrero de 2015 en UFC Fight Night 60. Henderson ganó la pelea por sumisión en la cuarta ronda. Tras el evento, ambos peleadores ganaron el premio a la Pelea de la Noche.
El 28 de noviembre de 2015, Henderson se enfrentó a Jorge Masvidal en UFC Fight Night 79. Henderson ganó la pelea por decisión dividida.

### Bellator MMA
El 1 de febrero de 2016, Henderson anunció que había firmado con Bellator. En su debut, el 22 de abril, Henderson perdió la pelea por decisión unánime frente a Andrey Koreshkov.
Para su segunda pelea en la promoción, Henderson hizo su regreso a la división de peso ligero para luchar contra Patrício Freire en el evento principal de Bellator 160 el 26 de agosto de 2016. La pelea terminó en la segunda ronda cuando Freire acusó una lesión en su pierna. Como resultado, Henderson ganó la pelea por TKO. Se reveló después de la pelea que Freire se había roto la espinilla en la primera ronda después de recibir un golpe de Henderson en la rodilla.
El 19 de noviembre de 2016, se enfrentó a Michael Chandler en el evento principal de Bellator 165 por el Campeonato de Peso Ligero de Bellator. Perdió la pelea por decisión dividida.

## Vida personal
Benson tiene un hermano mayor, Julius Henderson. Él está casado con María Magaña. Él es cristiano. Es un fanático del equipo de fútbol Seattle Seahawks y el equipo de baloncesto Charlotte Bobcat, aunque ha indicado que espera que Seattle reciba otro equipo de baloncesto.
Benson le propuso matrimonio a su novia en el octágono después de retener el título de peso ligero ante Gilbert Meléndez en UFC on Fox 7.

## Campeonatos y logros
- Ultimate Fighting Championship
  - Campeón de Peso Ligero de UFC (Una vez)
  - Pelea de la Noche (Tres veces)
  - Actuación de la Noche (Una vez)
  - Peleador del Año (2012)[26]

- World Extreme Cagefighting
  - Campeón de Peso Ligero (Una vez)
  - Campeón Interino de Peso Ligero (Una vez)
  - Pelea de la Noche (Dos veces)
  - Sumisión de la Noche (Una vez)

- ESPN
  - Peleador del Año (2012)[27]

- Inside MMA
  - Premio Bazzie al Peleador del Año (2012)[28]

- MMAWeekly.com
  - Peleador del Año (2012)[29]

## Récord en artes marciales mixtas
| Resultado | Récord | Oponente         | Método                      | Evento                                   | Fecha                    | Ronda | Tiempo | Localización              | Notas                                                                                  |
| --------- | ------ | ---------------- | --------------------------- | ---------------------------------------- | ------------------------ | ----- | ------ | ------------------------- | -------------------------------------------------------------------------------------- |
| Derrota   | 28–11  | Brent Primus     | Decisión (Unánime)          | Bellator 268                             | 16 de octubre de 2021    | 3     | 5:00   | phoenix, arizona          |                                                                                        |
| Derrota   | 28–10  | Jason Jackson    | Decisión (Unánime)          | Bellator 253                             | 19 de noviembre de 2020  | 3     | 5:00   | uncasville                | Pelea en peso wélter                                                                   |
| Derrota   | 28–9   | Michael Chandler | KO (Puñetazos)              | Bellator 243                             | 7 de agosto de 2020      | 1     | 2:09   | phoenix, arizona          |                                                                                        |
| Victoria  | 28–8   | Myles Jury       | Decisión (unánime)          | Bellator 227                             | 27 de septiembre de 2019 | 3     | 5:00   | Dublín                    |                                                                                        |
| Victoria  | 27–8   | Adam Piccolotti  | Decisión (dividida)         | Bellator 220                             | 27 de abril de 2019      | 3     | 5:00   | San José, California      |                                                                                        |
| Victoria  | 26–8   | Saad Awad        | Decisión (unánime)          | Bellator 208                             | 13 de octubre de 2018    | 3     | 5:00   | Uniondale, Nueva York     |                                                                                        |
| Victoria  | 25–8   | Roger Huerta     | Sumisión (guillotine choke) | Bellator 196                             | 6 de abril de 2018       | 2     | 0:49   | Budapest                  |                                                                                        |
| Derrota   | 24–8   | Patrício Freire  | Decisión (dividida)         | Bellator 183                             | 23 de septiembre de 2017 | 3     | 5:00   | San José, California      |                                                                                        |
| Derrota   | 24–7   | Michael Chandler | Decisión (dividida)         | Bellator 165                             | 19 de noviembre de 2016  | 5     | 5:00   | San José, California      | Por el campeonato de peso ligero de Bellator.                                          |
| Victoria  | 24–6   | Patrício Freire  | TKO (lesión)                | Bellator 160                             | 26 de agosto de 2016     | 2     | 2:26   | Anaheim, California       | Eliminatoria para definir al próximo retador al campeonato de peso ligero de Bellator. |
| Derrota   | 23–6   | Andrey Koreshkov | Decisión (unánime)          | Bellator 153                             | 22 de abril de 2016      | 5     | 5:00   | Uncasville, Connecticut   | Por el campeonato de peso wélter de Bellator.                                          |
| Victoria  | 23–5   | Jorge Masvidal   | Decisión (dividida)         | UFC Fight Night: Henderson vs. Masvidal  | 28 de noviembre de 2015  | 5     | 5:00   | Seúl                      |                                                                                        |
| Victoria  | 22–5   | Brandon Thatch   | Sumisión (rear-naked choke) | UFC Fight Night: Henderson vs. Thatch    | 14 de febrero de 2015    | 4     | 3:58   | Broomfield, Colorado      | Pelea de la Noche.                                                                     |
| Derrota   | 21–5   | Donald Cerrone   | Decisión (unánime)          | UFC Fight Night: McGregor vs. Siver      | 18 de enero de 2015      | 3     | 5:00   | Boston, Massachusetts     |                                                                                        |
| Derrota   | 21–4   | Rafael dos Anjos | KO (golpe)                  | UFC Fight Night: Henderson vs. dos Anjos | 23 de agosto de 2014     | 1     | 2:31   | Tulsa, Oklahoma           |                                                                                        |
| Victoria  | 21–3   | Rustam Khabilov  | Sumisión (rear-naked choke) | UFC Fight Night: Henderson vs. Khabilov  | 7 de junio de 2014       | 4     | 1:16   | Albuquerque, Nuevo México | Actuación de la Noche.                                                                 |
| Victoria  | 20–3   | Josh Thomson     | Decisión (dividida)         | UFC on Fox: Henderson vs. Thomson        | 25 de enero de 2014      | 5     | 5:00   | Chicago, Illinois         |                                                                                        |
| Derrota   | 19–3   | Anthony Pettis   | Sumisión (armbar)           | UFC 164                                  | 31 de agosto de 2013     | 1     | 4:31   | Milwaukee, Wisconsin      | Perdió el Campeonato de Peso Ligero de UFC.                                            |
| Victoria  | 19–2   | Gilbert Meléndez | Decisión (dividida)         | UFC on Fox: Henderson vs. Melendez       | 20 de abril de 2013      | 5     | 5:00   | San José, California      | Defendió el Campeonato de Peso Ligero de UFC.                                          |
| Victoria  | 18–2   | Nate Diaz        | Decisión (unánime)          | UFC on Fox: Henderson vs. Diaz           | 8 de diciembre de 2012   | 5     | 5:00   | Seattle, Washington       | Defendió el Campeonato de Peso Ligero de UFC.                                          |
| Victoria  | 17–2   | Frankie Edgar    | Decisión (dividida)         | UFC 150                                  | 11 de agosto de 2012     | 5     | 5:00   | Denver, Colorado          | Defendió el Campeonato de Peso Ligero de UFC.                                          |
| Victoria  | 16–2   | Frankie Edgar    | Decisión (unánime)          | UFC 144                                  | 26 de febrero de 2012    | 5     | 5:00   | Saitama                   | Ganó el Campeonato de Peso Ligero de UFC. Pelea de la Noche.                           |
| Victoria  | 15–2   | Clay Guida       | Decisión (unánime)          | UFC on Fox: Velasquez vs. dos Santos     | 12 de noviembre de 2011  | 3     | 5:00   | Anaheim, California       | Eliminatoria por el título. Pelea de la Noche.                                         |
| Victoria  | 14–2   | Jim Miller       | Decisión (unánime)          | UFC Live: Hardy vs. Lytle                | 14 de agosto de 2011     | 3     | 5:00   | Milwaukee, Wisconsin      |                                                                                        |
| Victoria  | 13–2   | Mark Bocek       | Decisión (unánime)          | UFC 129                                  | 30 de abril de 2011      | 3     | 5:00   | Toronto                   | Debut en UFC.                                                                          |
| Derrota   | 12–2   | Anthony Pettis   | Decisión (unánime)          | WEC 53                                   | 16 de diciembre de 2010  | 5     | 5:00   | Glendale, Arizona         | Perdió el campeonato de peso ligero de WEC. Pelea de la Noche. Pelea del Año (2010).   |
| Victoria  | 12–1   | Donald Cerrone   | Sumisión (guillotine choke) | WEC 48                                   | 24 de abril de 2010      | 1     | 1:57   | Sacramento, California    | Defendió el campeonato de peso ligero de WEC. Sumisión de la Noche.                    |
| Victoria  | 11–1   | Jamie Varner     | Sumisión (guillotine choke) | WEC 46                                   | 10 de enero de 2010      | 3     | 2:41   | Sacramento, California    | Ganó y unificó el campeonato de pso ligero de WEC.                                     |
| Victoria  | 10–1   | Donald Cerrone   | Decisión (unánime)          | WEC 43                                   | 10 de octubre de 2009    | 5     | 5:00   | San Antonio, Texas        | Ganó el campeonato interino de peso ligero de WEC. Pelea de la Noche.                  |
| Victoria  | 9–1    | Shane Roller     | TKO (golpes)                | WEC 40                                   | 5 de abril de 2009       | 1     | 1:41   | Chicago, Illinois         |                                                                                        |
| Victoria  | 8–1    | Anthony Njokuani | Sumisión (guillotine choke) | WEC 38                                   | 25 de enero de 2009      | 2     | 0:42   | San Diego, California     | Debut en WEC.                                                                          |
| Victoria  | 7–1    | Diego Saraiva    | Decisión (unánime)          | Evolution MMA                            | 4 de octubre de 2008     | 3     | 5:00   | Phoenix, Arizona          |                                                                                        |
| Victoria  | 6–1    | Ricardo Tirloni  | Sumisión (guillotine choke) | MFC 17                                   | 25 de julio de 2008      | 2     | 3:49   | Edmonton                  |                                                                                        |
| Victoria  | 5–1    | Mike Maestas     | Sumisión (rear-naked choke) | MFC 16: Anger Management                 | 9 de mayo de 2008        | 3     | 4:11   | Edmonton                  |                                                                                        |
| Victoria  | 4–1    | Bryan Corley     | Sumisión (rear-naked choke) | VFC 21: Infamous                         | 7 de diciembre de 2007   | 1     | 2:36   | Council Bluffs, Iowa      |                                                                                        |
| Victoria  | 3–1    | David Dagloria   | Sumisión (golpes)           | UCE: Round 26: Episode 12                | 23 de junio de 2007      | 1     | 1:45   | Ogden, Utah               |                                                                                        |
| Derrota   | 2–1    | Rocky Johnson    | Sumisión (anaconda choke)   | Battlequest 5: Avalanche                 | 31 de marzo de 2007      | 1     | 0:46   | Vail, Colorado            |                                                                                        |
| Victoria  | 2–0    | Allen Williams   | TKO (golpes)                | VFC 18: Hitmen                           | 16 de febrero de 2007    | 1     | 1:37   | Council Bluffs, Iowa      |                                                                                        |
| Victoria  | 1–0    | Dan Gregary      | Sumisión (golpes)           | MCF: Genesis                             | 18 de noviembre de 2006  | 1     | 4:21   | North Platte, Nebraska    |                                                                                        |